# Kriegsgräberstätte Waxweiler
Die Kriegsgräberstätte Waxweiler ist ein Ehrenfriedhof in der Ortsgemeinde Waxweiler im Eifelkreis Bitburg-Prüm in Rheinland-Pfalz.

## Geographische Lage
Der Ehrenfriedhof befindet sich zentral im Ort an der Bahnhofsstraße. Die Kriegsgräberstätte ist in den kommunalen Friedhof von Waxweiler integriert. Das Gelände liegt unmittelbar an der Landesstraße 12.

## Geschichte
Die Kriegsgräberstätte umfasst insgesamt 87 Gräber von Soldaten, die während des Zweiten Weltkriegs gefallen sind.
Der Friedhof besteht aus den einzelnen Kameradenkreuzen, die entlang von Hecken errichtet wurden sowie einem Zentralkreuz am Ende der Anlage. Alle Gräber laufen optisch auf dieses Kreuz zu. Dieses trägt die nachfolgende Inschrift: „Wir starben für euch, ihr betet für uns“.